# Marie Le Nepvou
Marie Le Nepvou (ur. 25 stycznia 1985 w Saint-Brieuc) – francuska wioślarka.

## Osiągnięcia
- Mistrzostwa Świata – Gifu 2005 – dwójka bez sternika – 8. miejsce[1].
- Mistrzostwa Świata – Eton 2006 – ósemka – 10. miejsce[1].
- Mistrzostwa Świata – Poznań 2009 – dwójka bez sternika – 7. miejsce[1].
- Mistrzostwa Europy – Brześć 2009 – ósemka – 6. miejsce[1].
- Mistrzostwa Europy – Montemor-o-Velho 2010 – ósemka – 8. miejsce[1].